# Maurice Leturgie
Maurice Leturgie (Rijsel, 8 november 1886 – Ardres, 27 november 1959) was een Frans wielrenner, die vooral bekend werd als winnaar van de allereerste Scheldeprijs in 1907. Hij is ook nog steeds de enige Fransman die de wedstrijd won. Eerder werd hij tweede op het nationaal kampioenschap voor amateurs in zijn eigen land in 1905 en eindigde hij derde in het eindklassement van de Ronde van België in 1911.
- Bibliothèque nationale de France: cb17001263t (data)
- Virtual International Authority File: 21144782696114940760